# Oskar von Moeller-Lilienstern

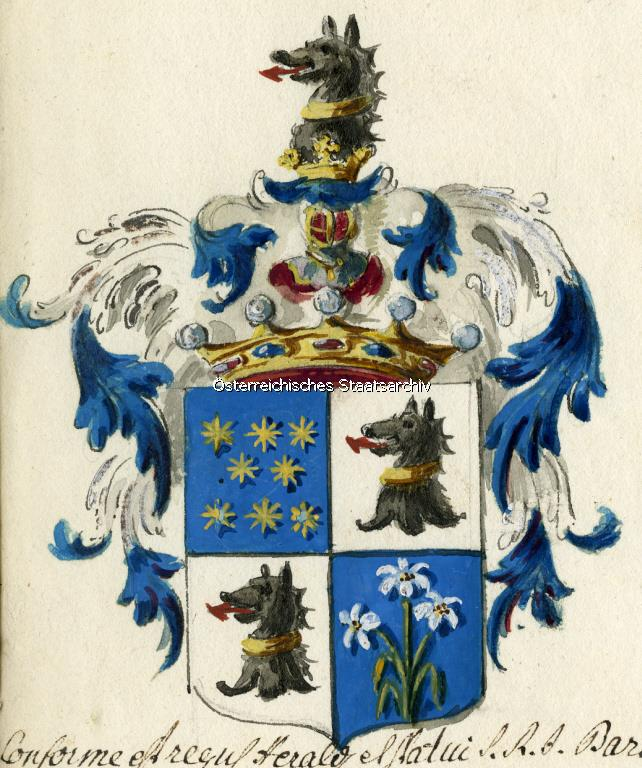
Wappen derer von Moeller-Lilienstern (1804)

John Carl Emil Oskar von Moeller-Lilienstern (* 30. Juni 1847 in Rothspalk; † 29. August 1898 ebenda) war ein  preußischer Landrat.

## Herkunft
Der Großvater Johann Peter von Moeller-Lilienstern (* 27. August 1761; † 21. Juni 1846) erhielt am 26. Februar 1804 in Wien von Kaiser Franz II. den Reichsfreiherrenstand verliehen. Dieser kaufte 1811 das Gut Rothspalk, wo auch sein Enkelsohn geboren wurde. Moellers Eltern waren der Freiherr Julius Friedrich John von Moeller-Lilienstern (* 19. Oktober 1812) und dessen erster Ehefrau der Gräfin Charlotte von Rantzau (* 28. März 1817; † 15. Februar 1853) aus dem Haus Rastorf.

## Leben und Wirken
Nach dem Reifezeugnis am Gymnasium Bonn studierte von Moeller-Lilienstern an den Universitäten Bonn, Berlin und Göttingen Jura und Cameralia. Die Prüfung zum Gerichts-Referendar bestand er am 3. Februar 1872 beim Appellationsgericht Kassel und am 18. Oktober 1876 folgte die Prüfung zum Gerichts-Assessor mit dem Ergebnis „ausreichend“. Am 22. Januar 1877 erwarb er in Leipzig den akademischen Grad Doctor iuris utriusque. Seinen Militärdienst leistete er von 1870 bis 1871 als Einjährig-Freiwilliger  beim 1. Mecklenburgischen Dragoner-Regiment Nr. 17.
Am 24. Februar 1872 folgte die Vereidigung als Gerichts-Referendar beim Appellationsgericht Kassel. Nachdem er zum Gerichts-Assessor ernannt worden war, wurde er am 1. Februar 1877 Richter am Amtsgericht Veckerhagen. Bereits im folgenden Monat wurde er an die Generalkommission in Merseburg überwiesen und erhielt hier am 27. März 1877 die Ernennungsurkunde zum Regierungs-Assessor. Zum 1. Oktober 1877 wurde er Spezialkommissar in Wittenberg und am 23. Februar 1880 mit der kommunalen Verwaltung des Landratsamtes Beckum beauftragt. Auf Vorschlag der Rittergutsbesitzer im Kreise und der Regierung Münster wurde er am 8. Dezember 1880 definitiv zum Landrat des Kreises Beckum ernannt. Aus Krankheitsgründen bat er am 6. September 1885 um seine Entlassung aus dem Staatsdienst. Im Jahre 1891 trat er wieder in den Staatsdienst ein und wurde bei der Regierung Potsdam beschäftigt.

## Familie
Moeller heiratete am 16. Mai 1874 in Kassel Elisabeth Maria Agnes Hedwig Thekla von Haynau (* 6. August 1852; † 24. Dezember 1930), einer Tochter des kurhessischen Kriegsministers Eduard von Haynau. Das Paar hatte mehrere Kinder:
- Wolfgang (* 30. März 1885)
- Manfred (* 3. Juli 1891; † 25. Juli 1923) ⚭ 1912 Marie Karsten (* 25. April 1890)
- Edgard (* 20. Januar 1893;  † 21. September 1963)